# 变孢花耳
变孢花耳（学名：Dacrymyces variisporus）是属于花耳目花耳科花耳属的一种真菌，生长在阔叶树朽木上。该种分布于中国、加拿大、美国、瑞士等地。